# José Ramón Cervera Pery
José Ramón Cervera Pery (San Fernando, Cádiz, 22 de marzo de 1927-Puerto de Santa María, Cádiz, 23 de julio de 2021) fue un general auditor, historiador, periodista, narrador y poeta español, especialista en la historia de la Armada Española.

## Biografía
Nacido en la localidad gaditana de San Fernando. En su juventud fue novillero (1947-1949).
Tras licenciarse en Derecho y diplomarse en Tecnología de la Información y en Derecho Internacional y Derecho Marítimo, obtuvo en Madrid, por oposición una plaza de General Auditor del Cuerpo Jurídico de la Defensa, procedente de la Armada.  
Fue director del puerto de San Carlos en la provincia española de Fernando Poo en Guinea Ecuatorial, en los años de su independencia (1968). Posteriormente formó parte de diversas legaciones españolas ante organismos internacionales. Fue jefe de la Sección Internacional del Estado Mayor de la Armada; participó en la Comisión asesora de los tratados con Norteamérica y fue colaborador del Naval College en Annapolis (Maryland).
Fue Jefe del Servicio Histórico de la Armada y Jefe del Departamento de Cultura en el Instituto de Historia y Cultura Naval.
Dirigió la revista de Historia Naval. Durante su jubilación, investigó en diversos archivos, como el de Marina. Acometió un trabajo que ha sido reconocido en la comunidad académica y entre los historiadores.

## Academias
Cervera Pery fue:
- Académico correspondiente de la Real Academia de la Historia.
- Académico numerario de la Real Academia de San Romualdo de Ciencias, Letras y Artes
- Académico correspondiente del Instituto Histórico y Geográfico del Uruguay.
- Académico correspondiente de la Academia de la Historia de Chile.
- Académico correspondiente de la Academia de la Historia de Argentina.
- Académico correspondiente de la Academia de la Historia de Perú.

## Premios y distinciones
- Premios «Elcano» de periodismo (1999) y «Camilo José Cela» de narrativa (1999) por su novela Oscuro acontecer, en la que relata lo ocurrido en San Fernando durante la Guerra civil española.
- Premio Santa Cruz de Marcenado, el más prestigioso de los concedidos por las Fuerzas Armadas Españolas.

## Publicaciones
Entre sus publicaciones, se encuentran:
- El Almirante Cervera: vida y aventura de un marino español (1972)
- Alzamiento y Revolución en la Marina (1978)
- Marina y política en la España del siglo XIX (1979)
- La estrategia naval del Imperio (1982)
- OTAN, Pacto de Varsovia: ¿alternativas o exigencias?  (en colaboración con Casado Alcalá) (1982)
- La Marina de la Ilustración (1986)
- La guerra naval española 1936-1939 (1988)
- Marina Mercante española: historia y circunstancia (1990)
- Seis cuentos de la isla y un pórtico viajero (1991)
- El Derecho en el mar: evolución, contenido, perspectivas (De las bulas papales al Convenio de Jamaica) (1992)
- La Marina española en la emancipación de Hispanoamérica (1992)
- El poder naval en los reinos hispánicos: la Marina en la Edad Media (1992)
- La Casa de la Contratación y el Consejo de Indias (1997)
- La guerra naval del 98. A mal planteamiento, peores consecuencias (1998)
- Juan Sebastián Elcano. Embajador y navegante, con ilustraciones de Rafael Estrada (2004)